# Virginia Slims of Philadelphia 1973
Il Virginia Slims of Philadelphia 1973 è stato un torneo femminile di tennis giocato sul cemento indoor. È stata la 2ª edizione del torneo, che fa parte del Virginia Slims Circuit 1973. Si è giocato nella città di Filadelfia, negli USA dal 2 all'8 aprile 1973.

## Campionesse

### Singolare
Margaret Court ha battuto in finale  Kerry Harris con il punteggio di 6–1, 6–0

### Doppio
Margaret Court /  Lesley Hunt hanno battuto in finale  Françoise Dürr /  Betty Stöve con il punteggio di 6–1, 3–6, 6–2